# 山下夏生
山下 夏生（やました なつき、1992年7月19日 - ）は、日本の元子役、女優、声優。東京都出身。

## 出演作品

### テレビドラマ
- 指名手配（1998年、NTV）‐めぐみ役
- 指名手配2（1999年、NTV）‐めぐみ役
- 指名手配3（2000年、NTV）‐めぐみ役
- カノン（2001年、WOWOW）‐美香役
- 茂七の事件簿ふしぎ草紙（2001年、NHK）‐おたよ役
- からくり事件簿（2001年）‐お鈴役
- 抱きしめたい（2002年、NHK）‐沢田未来子役
- 美女と男子（2015年、NHK）
- 男と女のミステリー時代劇 第1話「あだ討ち」（2016年、BSジャパン）-お里役
- とと姉ちゃん　第5話（2016年、NHK）-江本里美役

### 映画
- GTO（1999年）‐桂木綾乃 幼少時代役

### テレビアニメ
- サイボーグ009（2002年、アリス）
- ガラクタ通りのステイン（2002年）
- Helck（2023年、村人）

### ゲーム
2003年
- ドラッグオンドラグーン（マナ）

### 吹き替え

#### 映画
- A.I.（アマンダ）
- アイズ ワイド シャット（ヘレナ）
- イーナちゃんとテディベア（イーナ）
- サンタクロース2（ルーシー・キンバリー）
- シックス・センス（キラ）
- シャーリーテンプル（シャーリーテンプル）
- スパイキッズ2 失われた夢の島（アレクサンドラ）
- 月のひつじ
- パトリオット（スーザン）
- メラニーは行く!
- ロッタちゃんと赤いじてんしゃ（ロッタ）
- ロッタちゃん はじめてのおつかい（ロッタ）

#### アニメ
- ターザン（少年タントー）
- バグズ・ライフ
- リロ・アンド・スティッチ（リロ〈初代〉）
  - スティッチ!ザ・ムービー
  - リロ アンド スティッチ ザ・シリーズ ※シーズン1

### 舞台
- レ・ミゼラブル（2001年、帝国劇場）‐リトルコゼット役
- 細雪（2001年、帝国劇場）‐悦子役
- てるてる坊主の照子さん（2002年、帝国劇場）‐夏子役
- 平熱43度 第9回公演 番外公演 微熱43度 「熱血戦隊！ハートレンジャー！〜飛躍編！〜」（2015年10月8日 - 18日、大塚・萬劇場） - 黄桜愛理 役
- 平熱43度 第9回公演 番外公演 微熱43度 「熱血戦隊！ハートレンジャー！〜飛翔編！〜」（2015年12月2日 - 6日、大塚・萬劇場） - 黄桜愛理 役
- 舞台 Wake Up, Girls! 青葉の記録（2017年1月19日 - 22日、AiiA 2.5Theater Tokyo） - 鈴木萌歌 役
- 舞台 Wake Up, Girls! 青葉の軌跡（2018年6月6日 - 10日、草月ホール） - 鈴木萌歌 役
- 劇団空間演人プロデュース公演「オサエロ」(2018年8月15日 - 20日、両国・Air studio)   - C班 沢口夏子 役
- エアースタジオ MARUプロデュース公演「六畳一間で愛してる」(2018年10月3日 - 8日、中目黒・キンケロシアター)   - A班 坂井沙織里 役
- Stray Sheep Paradise（2018年12月12日 - 16日、俳優座劇場） - ラシェル 役[3]
- Stray Sheep Paradise:em（2019年8月15日 - 18日、あうるすぽっと） - ラシェル 役[4]
- BEboxプロデュース朗読劇『DreamLesson〜2020 in 春〜』「散りて尚、」（2020年3月3日 - 3月8日、劇場MOMO）[5]

### 雑誌
- 芸能人というオシゴト

### CD
- 熱血戦隊!ハートレンジャー！ORIGINAL SOUND TRACK Vol.1（2015年）
- 熱血戦隊!ハートレンジャー！ORIGINAL SOUND TRACK Vol.2（2015年）

### DVD
- 舞台「熱血戦隊!ハートレンジャー!〜飛躍編!〜」公演DVD「歌乙女ノ旋律」（2016年）
- 舞台「熱血戦隊!ハートレンジャー!〜飛躍編!〜」公演DVD「背徳ノ指揮棒」（2016年）
- 舞台「熱血戦隊!ハートレンジャー!〜飛翔編!〜」公演DVD「終幕ノ総譜」（2016年）

### Blu-ray
- 舞台「Wake Up,Girls!青葉の記録」公演DVD（2017年）

### WEB
- マニュライフ生命（2015年）
- ライオン「エレガード」（2015年）